# Долгуша (приток Ящеры)
Долгуша — река в России, протекает по Лужскому району Ленинградской области. Правый приток Ящеры.
Исток — болото Большой Мох севернее Мшинской. Течёт на юг, протекает по западной окраине Мшинской, севернее разъезда им. Антонины Петровой пересекает железную дорогу Санкт-Петербург — Луга — Псков, после чего пересекает также дорогу М20. Устье реки находится в 18 км по правому берегу реки Ящеры, в деревне Долговка. Длина реки составляет 20 км.

## Данные водного реестра
По данным государственного водного реестра России относится к Балтийскому бассейновому округу, водохозяйственный участок реки — Луга от в/п Толмачево до устья. Относится к речному бассейну реки Нарва (российская часть бассейна).
Код объекта в государственном водном реестре — 01030000612102000026114.